# Большой Носков ручей
Большой Носков ручей (Носко́вка) — малая река в районе Капотня Юго-Восточного административного округа Москвы, левый приток Москвы-реки. Его длина составляет 2 км, в открытом русле — 0,4 км. Площадь водосборного бассейна — 2 км². По состоянию на начало 2018 года заключен в подземный коллектор, верховья засыпаны. Название реки происходит от фамилии Носков.
Исток ручья находился на территории Московского нефтеперерабатывающего завода в селе Капотня. Водоток проходил на запад, в низовьях отклоняясь к югу. Река принимала слева Малый Носков ручей и впадала в Москву-реку в 300 метрах северо-западнее первого квартала Капотни. Рядом с устьем Носковки вдоль правого берега располагалась деревня Чагино.
Частично сохранился небольшой приустьевый фрагмент долины реки длиной 100 метров. Он расположен западнее проезда к Капотне. В книге Юрия Андреевича Насимовича «Реки, озёра и пруды Москвы» указывается, что сохранился также приустьевый залив Москвы-реки, который соответствует Большому Носкову ручью, его длина составляет 20 метров, ширина — 8 метров. В залив проходят малые потоки загрязнённой воды из прежнего русла и из трубы диаметром один метр.